# 瓦萨特·阿提克·阿里帕夏清真寺
瓦萨特·阿提克·阿里帕夏清真寺（土耳其語：Vasat Atik Ali Paşa Camii），也称辛塞尔利库尤清真寺（土耳其語：Zincirlikuyu Camii，意译为“链井清真寺”）或卡拉居姆吕克清真寺，土耳其的一座奥斯曼清真寺，它坐落在首都伊斯坦布尔市法蒂赫区卡拉居姆吕克社区的费夫齐帕夏街（Fevzipaşa Street）。它由苏丹巴耶济德二世的大维齐尔哈德姆·阿提克·阿里帕夏修建，而且是以他的名字来命名的，它始建于1502年，建成于阿里帕夏逝世一年后的1512年。
该清真寺是伊斯坦布尔唯一两座多圆顶清真寺中的一座，另一座是皮亚莱帕夏清真寺，两者都有六个圆顶。该清真寺长久以来一直也被称为“辛塞尔利库尤清真寺”，因为它附近有一口被称为“辛塞尔利库尤”的井，“辛塞尔利”（zincirli）意为“装链的”，“库尤”（kuyu）意为“井”。
该寺的宣礼塔在1648年6月的一场地震后倒塌。2013年，宣礼塔进行了修复。